# Foster (Rhode Island)
Foster è una città degli Stati Uniti d'America, nella Contea di Providence, nello Stato del Rhode Island.
La popolazione era di 4.274 abitanti nel censimento del 2000.